# Wolfgang Boeck (Politiker)
Wolfgang Boeck (* 5. Januar 1902 in Vogelgesang, Kreis Torgau; † 27. September 1986 in Helmstedt) war ein deutscher Politiker (CDU).

## Leben
Boeck besuchte zunächst die Volksschule und später das Realgymnasien in Magdeburg sowie die Kadettenanstalten in Wahlstatt und Lichterfelde. 
1919 begann Boeck eine landwirtschaftliche Ausbildung war im Anschluss als landwirtschaftlicher Beamter in den Provinzen Sachsen und Thüringen beschäftigt. Er begann an den Universitäten Göttingen und Berlin zu studieren und war während seines Studiums bereits als Arbeiter und Werkstudent in Südamerika (Argentinien, Brasilien, Uruguay) tätig. In Göttingen wurde er Mitglied des Corps Hannovera. Zwischen den Jahren 1926 bis 1930 war er erneut Angestellter im landwirtschaftlichen Beratungsdienst in der Provinz Sachsen. Zwischen 1930 und 1937 übernahm Boeck eine leitende Stellung in der Verwaltung in Schlesien. Er beantragte am 18. Juni 1937 die Aufnahme in die NSDAP und wurde rückwirkend zum 1. Mai desselben Jahres aufgenommen (Mitgliedsnummer 5.594.028). Vor Beginn des Zweiten Weltkriegs war Boeck zwischen 1938 und 1939 landwirtschaftlicher Wirtschaftsberater. In den Kriegsjahren 1939 bis 1945 war er als Betriebsleiter und Berater in Mecklenburg tätig. Nach Kriegsende übernahm Boeck die Bewirtschaftung des heimatlichen Hofes in Velpke. 
Boeck wurde 1947 Kreisvorsitzender des Landvolkes und des Kuratoriums für Wirtschaftsberatung in Helmstedt. Später war er als Mitglied des Verkehrsbeirates für Bremen und Niedersachsen tätig und war Teilnehmer der Ständigen Tarifkommission der Deutschen Bundesbahn und des Verkehrsausschusses des Bundesverbandes der Deutschen Industrie. Er wurde Mitglied der Landwirtschaftskammer in Hannover. Beim Oberlandesgericht in Braunschweig wurde er zum ehrenamtlichen Oberlandwirtschaftsrichter bei der Landwirtschaftskammer des Oberlandesgericht Braunschweig. Er zog für die CDU in den Kreistag in Helmstedt ein. 
In der 3. bis 4. Wahlperiode wurde Boeck Mitglied des Niedersächsischen Landtages vom 6. Mai 1955 bis 5. Mai 1963. Zwischen dem 9. Mai 1955 und dem 5. Mai 1959 war er Mitglied der DP/CDU-Fraktion. Wolfgang Boeck erhielt 1985 das Bundesverdienstkreuz 1. Klasse. 